# فریدلس‌هایم
فرایدلسهایم (به آلمانی: Friedelsheim) یک شهر  در آلمان است که در باد دورکهایم واقع شده‌است. فرایدلسهایم ۱٬۵۴۲ نفر جمعیت دارد.